# Robert Walenciak
Robert Walenciak (ur. 24 stycznia 1964) – polski dziennikarz i publicysta związany z tygodnikiem „Przegląd”.

## Życiorys
Studiował na Uniwersytecie Warszawskim. Zawodowo związał się z tygodnikiem „Przegląd”, na którego łamach na przestrzeni lat publikował artykuły, wywiady i komentarze publicystyczne. Od 2010 współpracuje równocześnie z portalem Interia.pl. Pisywał też m.in. dla „Polityki” i „Gazety Wyborczej”. Był pierwszym redaktorem naczelnym „Dziennika Trybuna” (od maja do lipca 2013).
Tworzył programy Za kulisami PRL-u i Tajemnice III RP emitowane w TVP. Prowadził też rozmowy na antenie Polskiego Radia.
Wśród jego zainteresowań są polska polityka oraz historia najnowsza, zwłaszcza historia PRL.

## Książki
- Modzelewski – Werblan. Polska Ludowa (2017, Wydawnictwo Iskry)[a]
- Modzelewski: Buntownik (2019, Fundacja Oratio Recta).
- Polska Ludowa. Postscriptum (2020, Wydawnictwo Iskry, zapis rozmowy z Andrzejem Werblanem).
- Gambit Jaruzelskiego. Ostatnia tajemnica stanu wojennego (2021, Fundacja Oratio Recta).

## Nagrody
- 2015: Nagroda im. Aleksandra Małachowskiego przyznana przez Unię Pracy „za niezależność dziennikarską, dużą wrażliwość na problemy społeczne, promowanie postaw obywatelskich oraz wierność ideałom lewicy”[3];
- 2017: nominacja do Nagrody Newsweeka im. Teresy Torańskiej za książkę Modzelewski – Werblan. Polska Ludowa[4].